# Ermesinde de Foix
Ermesinde de Foix ou de Bigorre, née en 1015 et morte le 1er décembre 1049, connue sous le nom de Gisberge ou de Gerberge avant son mariage, est la fille du comte de Foix et de Bigorre Bernard Roger. Elle épouse le 22 août 1036 le roi Ramire Ier d'Aragon et devient reine consort d'Aragon et comtesse consort de Ribagorce et de Sobrarbe.

## Biographie
Gisberge naît à une date imprécise, en 1015. Elle est la fille du comte de Foix, Bernard Roger et de l'héritière du comté de Bigorre, Gersende. Elle est la sœur cadette de Bernard II, comte de Bigorre, et Roger Ier, comte de Foix, et peut-être de Stéphanie, épouse du frère de son mari, le roi de Pampelune García IV.
Elle épouse elle-même Ramire, considéré comme le premier roi d'Aragon, le 22 août 1036 à Jaca. Elle prend alors le nom d'Ermesinde. Le couple reste marié plus de treize ans.
Elle meurt le 1er décembre 1049 et est enterré au monastère Saint-Jean de la Peña.

## Mariage et descendance
Ermesinde épouse Ramire Ier. De cette union naissent cinq enfants connus :
- Sanche Ier d'Aragon (vers 1043 – 4 juin 1094), successeur de son père, roi d'Aragon et de Pampelune ;
- Garcia Ramirez (vers 1046 - 17 juillet 1086), évêque d'Aragon de 1076 au 17 juillet 1086 et de Pampelune de 1076 à 1082[2] ;
- Sancha d'Aragon (1045-entre le 5 avril et le 16 août 1097), mariée au comte d'Urgell Armengol III. Une fois veuve, elle dirige le monastère Saint-Pierre de Siresa, et même l'évêché de Pampelune entre 1082 et 1083[3] ;
- Urraque d'Aragon, moniale à l'abbaye de Santa Cruz de la Serós ;
- Thérèse d'Aragon, mariée au comte de Provence Guillaume V Bertrand.

### Sources
- (en) Cet article est partiellement ou en totalité issu de l’article de Wikipédia en anglais intitulé « Ermesinda of Bigorre » (voir la liste des auteurs).